# إميل كارارا
إميل كارارا (بالفرنسية: Émile Carrara)‏ (و. 1925 – 1992 م) هو دراج، ودراج على المضمار فرنسي، ولد في أرجنتوي، توفي في كوبنهاغن، عن عمر يناهز 67 عاماً.

## روابط خارجية
- إميل كارارا على موقع أرشيف الدراجات (الإنجليزية)
- إميل كارارا على موقع إحصائيات الدراجات الإحترافية (الإنجليزية)